# Northampton (borough)
Northampton – dawny dystrykt niemetropolitalny w hrabstwie Northamptonshire w Anglii, istniejący w latach 1974–2021. W 2011 roku dystrykt liczył 212 069 mieszkańców.

## Miasta
- Northampton

## Civil parishes
- Billing, Duston, East Hunsbury, Far Cotton and Delapre, Great Houghton, Hardingstone, Hunsbury Meadows, Kingsthorpe, Northampton, Upton, West Hunsbury i Wootton[3].